# Mesembia hospes
Mesembia hospes is een insectensoort uit de familie Anisembiidae, die tot de orde webspinners (Embioptera) behoort. De soort komt voor in Cuba.
Mesembia hospes is voor het eerst wetenschappelijk beschreven door Myers in 1928.